# 鴻紋軌道
鴻紋軌道（こうもんきどう）は、かつて北海道網走支庁管内の紋別郡紋別町（現紋別市）に存在した軽便鉄道路線である。鴻之舞軌道（こうのまいきどう）と呼ばれる場合もある。

## 概要
鴻之舞鉱山拡張に必要な資材の運搬や、人口が1万3千人を超す鴻之舞地区住人の生活物資の運搬を目的として、1940年（昭和15年）10月に着工された。当初は1942年（昭和17年）に完成予定であったが、元紋別地区にある沢の埋め立てが難工事となって、鴻之舞地区から大量の石を運搬したのが影響して工期が延びていた。翌1943年（昭和18年）6月に完成したものの、鉱山は戦時産業統制の一環で前年12月26日に休山命令を受けており、最初の活躍の場は解体された機器類を他の鉱山に転用するための運搬という、当初の目的から外れた皮肉な結果となった。軌道自体は休山中も残る人の通勤や生活物資輸送のために運行を継続していた。冬期は運行されない期間があったが、冬期休止なのか、大雪で動けなかったのかは不明である。鉱山は1947年（昭和22年）に復興したものの、周辺道路の整備による自動車輸送に圧されたため、軌道は翌1948年（昭和23年）に廃止された。
なお、鴻紋軌道や鴻之舞地区はザ・ピーナッツやダークダックスが歌った「銀色の道」（塚田茂作詞、宮川泰作曲）のモデルとなった場所である。

## 路線データ
- 区間（営業キロ）：約28 km
- 駅数：14（起終点を含む）
- 軌間：762 mm
- 橋梁数：10
  - 主要橋梁（括弧内は紋別からのキロ程）
    - 五号杭橋 (27.11 km)
    - 最上橋 (8.95 km)
    - 弥生橋 (7.74 km)
    - 桜橋 (21.58 km)
    - 宝橋 (26.25 km)
    - 万世橋 (15.24 km)
    - 六仙橋 (19.15 km)
    - 黄金橋 (20.35 km)

## 歴史
- 1940年（昭和15年）10月：工事に着工。
- 1943年（昭和18年）6月：竣工。
- 1948年（昭和23年）：廃止。
- 1973年（昭和48年）8月：鴻之舞金山が閉山。

## 車両
機関車1両につき貨車2両・客車3両が標準とされた。
- 蒸気機関車
  - Nos.171-173 - 1941年（昭和16年）及び1942年（昭和17年）日立製作所製Bタンク機関車。1944年（昭和19年）採掘事業縮小により1両が根室拓殖軌道で使用されることになったが、終戦後採掘再開により中止になった。廃線後は十勝上川森林鉄道で使用された[1]。
- 雪かき車
- 客車
- 貨車

## 駅一覧
紋別（もんべつ）- 元紋別（もともんべつ）- 草鹿（くさか） - 木原（きはら）- 野中（のなか）- 中藻別（なかもべつ）- 長島（ながしま）- 曙（あけぼの）- 桜町（さくらまち）- 栄町（さかえまち）- 末広（すえひろ）- 住吉（すみよし）- 元町（もとまち）- 元山（もとやま）
1. ↑  国鉄名寄本線紋別駅近傍
2. ↑  国鉄名寄本線の元紋別駅とは1 km以上離れていた

資料が少なく乗降場の位置や数などは不確定のままとなっている。

## 廃止後の状況
藻別川やその支流、道路を跨ぐ橋台や橋桁が残っており、このうち五号坑橋は鉱山水送水施設として現在も活用されている。路盤の一部は道路やゴルフ場通路に転用されている。
2003年（平成15年）7月には、閉山30周年を記念し「銀色の道」歌碑の除幕式典を鉱山と紋別駅の跡地にて挙行した。

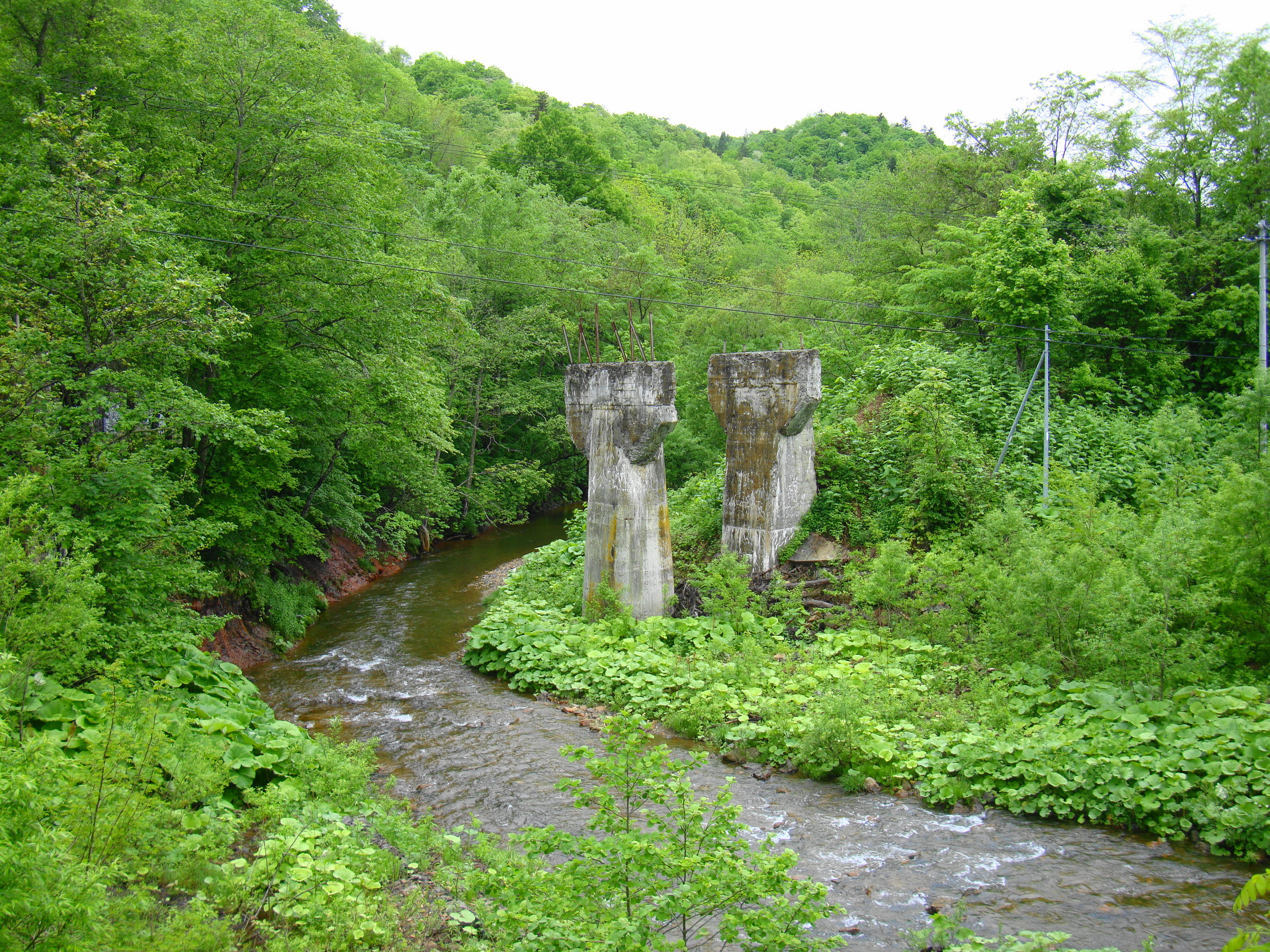
宝橋橋桁
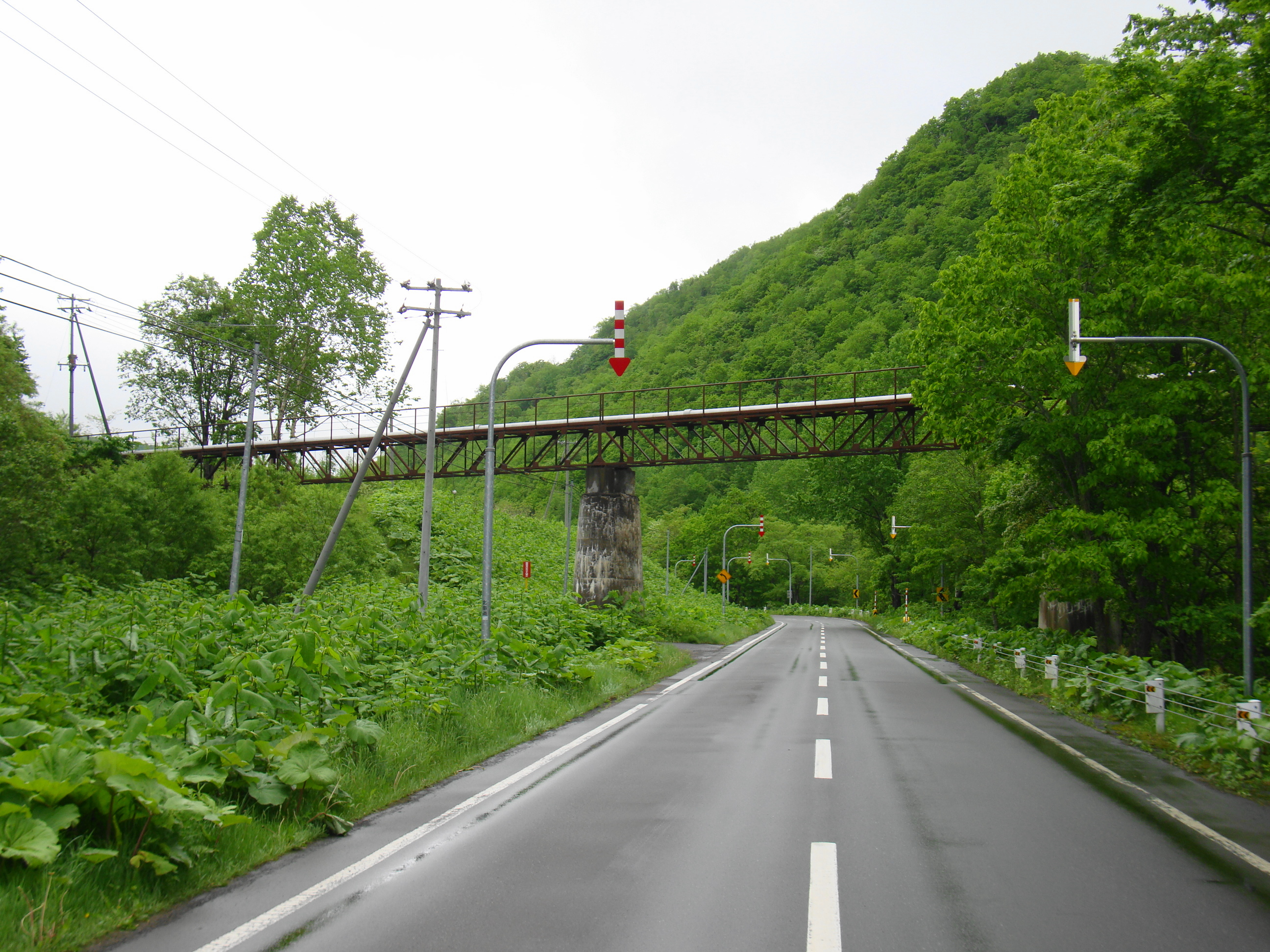
五号坑橋